# Desa Teluk (administrativ by i Indonesien, Nusa Tenggara Timur)
Desa Teluk är en administrativ by i Indonesien.   Den ligger i provinsen Nusa Tenggara Timur, i den sydöstra delen av landet, 2 000 km öster om huvudstaden Jakarta.